# Úhlová velikost

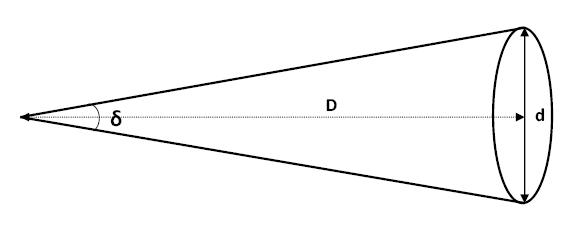
Geometrická definice úhlové velikosti

Úhlová velikost objektu je úhel měřený pozorovatelem mezi krajními body objektu.
Obvyklé použití je v astronomii, kde se používá i termín úhlový průměr nebo zdánlivý průměr pro úhlovou velikost hvězdných těles (jde o úhlovou velikost tělesům a jevům průměru opsaného kruhu).
S úhlovou velikostí souvisí i astronomická jednotka parsek (značka pc): Jeden parsek je vzdálenost, z které je úhlová velikost poloměru oběžné dráhy Země (cca 150 milionu km) rovna 1" (jedné úhlové vteřině). Respektive objekt ve vzdálenosti 1 pc se bude jevit na astronomických snímcích pořízených s odstupem půl roku až o 2 úhlové vteřiny posunutý.

## Definice
Matematicky je úhlová velikost {\displaystyle \delta } dána rovnicí:
{\displaystyle \delta =2\arctan \left({\frac {1}{2}}\,d/D\right),}
kde {\displaystyle \delta } je úhlový průměr, {\displaystyle d} je zdánlivý (viděný) průměr tělesa a {\displaystyle D} je vzdálenost k objektu, vyjádřené ve shodných jednotkách. Pokud je {\displaystyle D} mnohem větší než {\displaystyle d}, můžeme aproximovat {\displaystyle \delta } pomocí rovnosti {\displaystyle \delta =d/D}, odkud získáme výsledek v radiánech. Úhlová velikost je potom přímo úměrná velikosti objektu a nepřímo úměrná jeho vzdálenosti od pozorovatele.
Pro sférický (kulový) objekt, jehož vlastní průměr je roven {\displaystyle d_{\mbox{act}}}, můžeme hledat úhlový průměr {\displaystyle \delta } pomocí vztahu:
{\displaystyle \delta =2\arcsin \left({\frac {1}{2}}\,d_{\mbox{act}}/D\right);}
v praktických aplikacích je rozdíl mezi {\displaystyle d} a {\displaystyle d_{\mbox{act}}} významný pouze u sférických objektů, které jsou relativně blízko.